# هیو کلاپرتون
باین هیو کلاپرتون (انگلیسی: Bain Hugh Clapperton؛ ۱۸ مهٔ ۱۷۸۸ در انان، دامفریز و گلووی – ۱۳ آوریل ۱۸۲۷ در سوکوتو) افسر دریایی اهل اسکاتلند که مکتشف در آفریقای غربی و مرکزی بود.
طی دو سفر اکتشافی از صحرای آفریقا می‌گذرد (۲۷–۱۸۲۲).